# Herbert Wehner
Herbert Wehner (Dresde, 11 de julio de 1906 - Bonn, 19 de enero de 1990) fue un político alemán.

## Biografía
Herbert Wehner era hijo de un zapatero. Tenía un hermano. Tuvo que trabajar temprano para contribuir a los ingresos bajos de la familia. Mediante una beca pudo hacer, de 1921 a 1924, una formación en la administración. Desde 1922 también asistió a clases nocturnas de Economía Política, Historia de la Filosofía e Historia de la Literatura. A continuación hizo una formación comercial.
Ya en 1923 Herbert Wehner fue miembro de una organización socialista para jóvenes. Entre 1925 y 1926 editó una revista llamada «Revolutionäre Tat» («Acto revolucionario») y escribió artículos para otra revista. En 1927 se unió al Partido Comunista de Alemania (KPD). El mismo año se casó con la actriz Lotte Loebinger, pero más tarde el matrimonio fue disuelto.
En 1930, fue subsecretario del KPD en Sajonia; en 1930/1931 fue diputado del KPD y vicepresidente de su grupo parlamentario en el Parlamento Regional Sajón. En 1932/1933 fue secretario técnico del buró político del KPD en Berlín y trabajó con el presidente del partido Ernst Thälmann.
Después de la toma del poder por los nazis en 1933, permaneció en el país hasta 1935 y estuvo activo en el proscrito KPD, trabajando contra el régimen nacionalsocialista. Varias veces escapó por poco de ser detenido. En 1935 emigra a Praga. Se convierte en miembro del comité central del KPD en el exilio. Luego trabajó desde el exilio en países del oeste, desde 1937 en la Unión Soviética, residiendo en el Hotel Lux y en 1941 en Suecia. Fue condenado a un año de prisión en 1942 por "la amenaza de la libertad y la neutralidad suecas", el cual cumplió en la prisión de Långholmen.[cita requerida] Excluido del KPD el 6 de junio de 1942, rompió definitivamente con el comunismo. En 1944 se casó con Charlotte Burmeister. De 1944 a 1946 trabajó en Suecia, primero en una fábrica y luego en un archivo como colaborador científico.
En 1946 regresó a Alemania y se unió al Partido Socialdemócrata (SPD). Rápidamente se ubicó en el círculo cercano del presidente del partido,  Kurt Schumacher. Fue miembro del Bundestag de 1949 a 1983. Fue vicepresidente del SPD desde 1958 hasta 1973. En 1959 se emplea por el programa de Godesberg. El 30 de junio de 1960 pronunció un discurso notorio en el Bundestag, la cámara baja del parlamento alemán, que marcó un cambio significante en la política exterior del SPD. En él aceptó la integración de Alemania Occidental en las alianzas del Occidente. Antes el SPD se había empleado por la neutralidad de Alemania Occidental.
En la gran coalición (1966-1969) del canciller Kurt Georg Kiesinger, Wehner fue ministro Federal de Asuntos Pangermanos. Al comienzo de la coalición socioliberal (1969-1974, entre el SPD y el FDP) del canciller Willy Brandt, Wehner tomó la delantera del grupo parlamentario del SPD en el Bundestag, puesto que tenía hasta 1983. Estuvo involucrado en la Ostpolitik. Con sus discursos combativos y sus intervenciones apasionadas durante debates acalorados, aportó energía y vivacidad al Bundestag.
Después de la caída del Gobierno de Helmut Schmidt (1974-1982), Wehner no participó en las elecciones generales de marzo de 1983. Murió en 1990. Después de la muerte de Wehner, la revista alemana Der Spiegel lo acusó de haber informado a la NKVD de varios compañeros de partido, como Hugo Eberlein, presumiblemente para salvar su propia vida, en el contexto de la Gran Purga.